# NGC 7565
NGC 7565 је ознака објекта на координатама са ректансцензијом 23h 16m 19,0s и деклинацијом - 0° 3" 30'. Открио га је Гаспаре Станислао Ферари, 1865. године. Каснијим посматрањима на том положају није уочен никакав астрономски објекат.